# Esbjörn Svensson
Bror Fredrik Esbjörn Svensson, född 16 april 1964 i Skultuna, död 14 juni 2008 i Skarpnäcks församling, Stockholm, var en svensk pianist och kompositör inom jazz.
Svensson växte upp i Skultuna norr om Västerås. Tillsammans med Magnus Öström och Dan Berglund bildade han jazzgruppen Esbjörn Svensson Trio, sedermera E.S.T. Som kompositör och improvisatör uppvisade Svensson stilistisk bredd och förmåga att fånga in breda lyssnarskaror. Vid sin död jämfördes han bland annat med Jan Johansson. 2003 var han sommarpratare i P1.
Den 14 juni 2008 skadades Svensson svårt i samband med sportdykning strax utanför Ingarö i Stockholms skärgård och avled samma dag på Karolinska universitetssjukhuset i Solna. Han gravsattes på Sandsborgskyrkogården.

## Priser och utmärkelser
- 1995 – Jazzkatten som ”Årets jazzmusiker”
- 1996 – Jazzkatten som ”Årets jazzgrupp” (Esbjörn Svensson Trio)
- 1996 – Jazzkatten som ”Årets jazzmusiker”
- 1997 – Grammis som "Årets kompositör"
- 1997 – Grammis som Årets jazz för Winter in Venice (e.s.t.)
- 2003 – Gyllene skivan för Seven Days of Falling
- 2003 – Grammis som Årets jazz för Seven Days of Falling (e.s.t.)
- 2003 – Jazzkatten som ”Årets jazzgrupp” (Esbjörn Svensson Trio)
- 2003 – Musikexportpriset (Esbjörn Svensson Trio)
- 2005 – Grammis som Årets jazz för Viaticum (e.s.t.)
- 2006 – Gyllene skivan för Tuesday Wonderland
- 2006 – Grammis som Årets jazz för Tuesday Wonderland (e.s.t.)
- 2008 – Gyllene skivan för Leucocyte
- 2009 – Jan Johansson-stipendiet (postumt)[4]

## Diskografi

### Soloalbum
- 2022 – HOME.S.[5]

### Originalalbum med e.s.t.
- 1993 – When Everyone Has Gone
- 1995 – e.s.t. Live '95
- 1996 – Esbjörn Svensson Trio Plays Monk
- 1997 – Winter in Venice
- 1999 – From Gagarin's Point of View
- 2000 – Good Morning Susie Soho
- 2002 – Strange Place for Snow
- 2003 – Seven Days of Falling
- 2005 – Viaticum
- 2006 – Tuesday Wonderland
- 2007 – Live in Hamburg
- 2008 – Leucocyte
- 2012 – 301

### Samlingsalbum med e.s.t.
- 2001 – Somewhere Else Before
- 2009 – Retrospective – The Very Best of e.s.t.

### Samarbeten
- 1993 – Close (med Lina Nyberg)
- 1994 – When the Smile Shines Through (med Lina Nyberg)
- 1996 – Kära du (med Louise Hoffsten & Lasse Englund)
- 1997 − White Russian (med Viktoria Tolstoy)
- 1997 – Intromotion (med Krister Andersson)
- 1998 – Swedish Folk Modern (med Nils Landgren)
- 1999 – Ballads (med Nils Landgren)
- 1999 – En skiva till kaffet (med Freddie Wadling)
- 2000 – Fair Weather med Lars Ekström Line Up
- 2001 – Layers of Light (med Nils Landgren)
- 2005 – Jag vill aldrig mer vara ful och ensam (med Kristina Lugn)

## Filmografi
- 1990 – Apelsinmannen (som skådespelare; spelade pianist)
- 1995 – Stora och små män (som skådespelare; spelade pianist)
- 2000 – Det nya landet (som kompositör)
- 2002 – In My Skin (som kompositör)
- 2016 – Filmen om Esbjörn Svensson

## Musikkompositioner i urval
- Vinterport
- Waltz for the lonely ones
- From Gagarin's Point of View